# 서정환
서정환(徐定煥, 1955년 7월 5일 ~ )은 전 KBO 리그 삼성 라이온즈와 해태 타이거즈의 유격수였다. 현재는 KBO의 경기 감독관이다.

## 선수 시절
건국대를 졸업하고 실업 야구 팀 포항제철과 경리단을 거쳐 1982년 KBO 리그가 출범하자 연고 팀 삼성 라이온즈의 창단 멤버가 되었는데 한때 중앙대 진학설이 있었으나 1973년 12월 건국대 감독으로 취임한 강태정이 본인(서정환) 등 4명의 선수를 건국대로 끌어갔다. 그러나 당시 그의 포지션이었던 유격수에 오대석, 장태수 등의 쟁쟁한 선수가 많아 주전으로 출전하기 힘들게 되자 시즌 후 스스로 트레이드를 요청하여 유격수 자원이 부족하였던 해태 타이거즈에 현금 트레이드로 이적했다. 이것은 KBO 리그 역사상 최초의 현금 트레이드로 양 팀과 선수에 모두 도움이 된 win-win 케이스로 꼽힌다. 서정환의 트레이드는 최초의 현금 트레이드이고, 최초의 선수 간 트레이드는 1983년 6월 27일 MBC 내야수 정영기와 롯데 포수 차동열 간의 트레이드였다. 이후 서정환은 견실한 수비와 빠른 발을 이용한 플레이로 1980년대 해태 타이거즈의 전성기를 이끌었다. 1986년에는 도루왕에 오르기도 했다. 1988년에는 3할 2푼 3리의 타율로 개인 첫 3할타율 달성과 타격 4위에 올랐다.

## 지도자 시절
1989년에 은퇴하여 해태 타이거즈에서 코치 생활을 하다가 1995년에 도일하여 요미우리 자이언츠에서 지도자 연수를 받았다. 1996년 고향 팀 삼성 라이온즈로 복귀하여 수비코치로 일했다. 1997년 10월 30일 삼성 라이온즈는 라이벌 팀 해태 타이거즈를 벤치마킹하려는 경영진의 결정으로 해태에서 오랜 선수 생활을 했던 그를 백인천의 후임으로 삼성 선수 출신 최초의 감독에 임명하였다. 1998년에 정규 시즌 2위, 1999년(이 해에 잠깐 양대 리그제로 바뀌었다.) 드림리그 1위라는 좋은 성적을 거두지만, 좌완 에이스의 부재를 극복하지 못한 채 롯데 자이언츠에 패해 1999년 한국시리즈 진출에 실패하고 계약기간을 1년 남긴 채 그 해 11월 1일에 사임하였으며 잔여연봉을 챙겨주기 위해 2000년 사장 보좌역을 맡았으나 같은 해 말 김응용 감독이 부임하면서 삼성을 떠났다.
2001년 해태로 돌아와 2군 감독을 맡았고 시즌 중 수비코치로 보직 변경되었다. 이후 구단주가 바뀐 KIA 타이거즈에서 김성한, 유남호 감독을 보좌하여 코치 생활을 하였는데 2003년 6월 16일 술을 마신 채로 음주운전을 한 것이 알려져 서울 강남경찰서로부터 불구속 입건되어 운전면허가 취소됐다. 
2005년 유남호 감독이 시즌 최하위의 책임을 지고 시즌 중 사임하자 KIA 타이거즈의 감독 대행을 맡았고 2006년 정식 감독에 취임하였다.
2006년 정규 시즌을 4위로 마감하여 포스트 시즌에 진출, 해태의 영광을 되살리는 듯했지만 한화 이글스와 맞붙었던 준 플레이오프에서 패해 탈락했는데 당시 한화 감독이었던 김인식 감독은 준 플레이오프 상대팀 기아 김성한 감독 후임 물망에 올랐으나 기아 측이 포기했었다. 2007년 KIA 타이거즈가 최하위로 전락하자 그 해 시즌 중 영입한 배터리 코치 조범현에게 감독 자리를 넘기고 총감독으로 일선에서 물러났다.
이후 MBC ESPN에서 해설가로 활동했고, 현재는 KBO의 경기 감독관으로 재직 중인데 2013년 1월 18일 사기 혐의로 피소됐다.

## 출신 학교
- 대구신암초등학교
- 경상중학교
- 경북고등학교
- 건국대학교